# إيرنيستو دي فيوري
إيرنيستو دي فيوري (بالألمانية: Ernesto de Fiori) (و. 1884 – 1945 م) هو نحات، ورسام من النمسا، والبرازيل، ومملكة إيطاليا، ولد في روما، شارك في الألعاب الأولمبية الصيفية 1928، والألعاب الأولمبية الصيفية 1936، وDocumenta 1 ‏، توفي في ساو باولو، عن عمر يناهز 61 عاماً.

## روابط خارجية
- إيرنيستو دي فيوري على موقع الموسوعة البريطانية (الإنجليزية)
- إيرنيستو دي فيوري على موقع أوليمبيديا (الإنجليزية)